# محمد بن شعيب
محمد بن شعيب هو ابن شعيب بن عمر ورابع أمراء إمارة كريت. تولى الإمارة عند وفاة أخيه أبو عبد الله عام 895 ميلادية تقريباً حتى وفاته عام 910. تزايد خطر الغارات في عهده على البيزنطيين حتى أنّ أثينا ذاتها كادت أن تُحتل، ونهب أحد أساطيل الشام - الذين تعاون معهم الأمير مُحمد بشكل وثيق - مدينة سالونيك ثاني أهم مدن الإمبراطورية البيزنطية، وأهدى الشاميّون الأسرى البيزنطيين عبيداً إلى الإمارة. توفي محمد عام 910، وخلفه في الحكم ابن أخيه يوسف بن عمر.